# Volné nervové zakončení

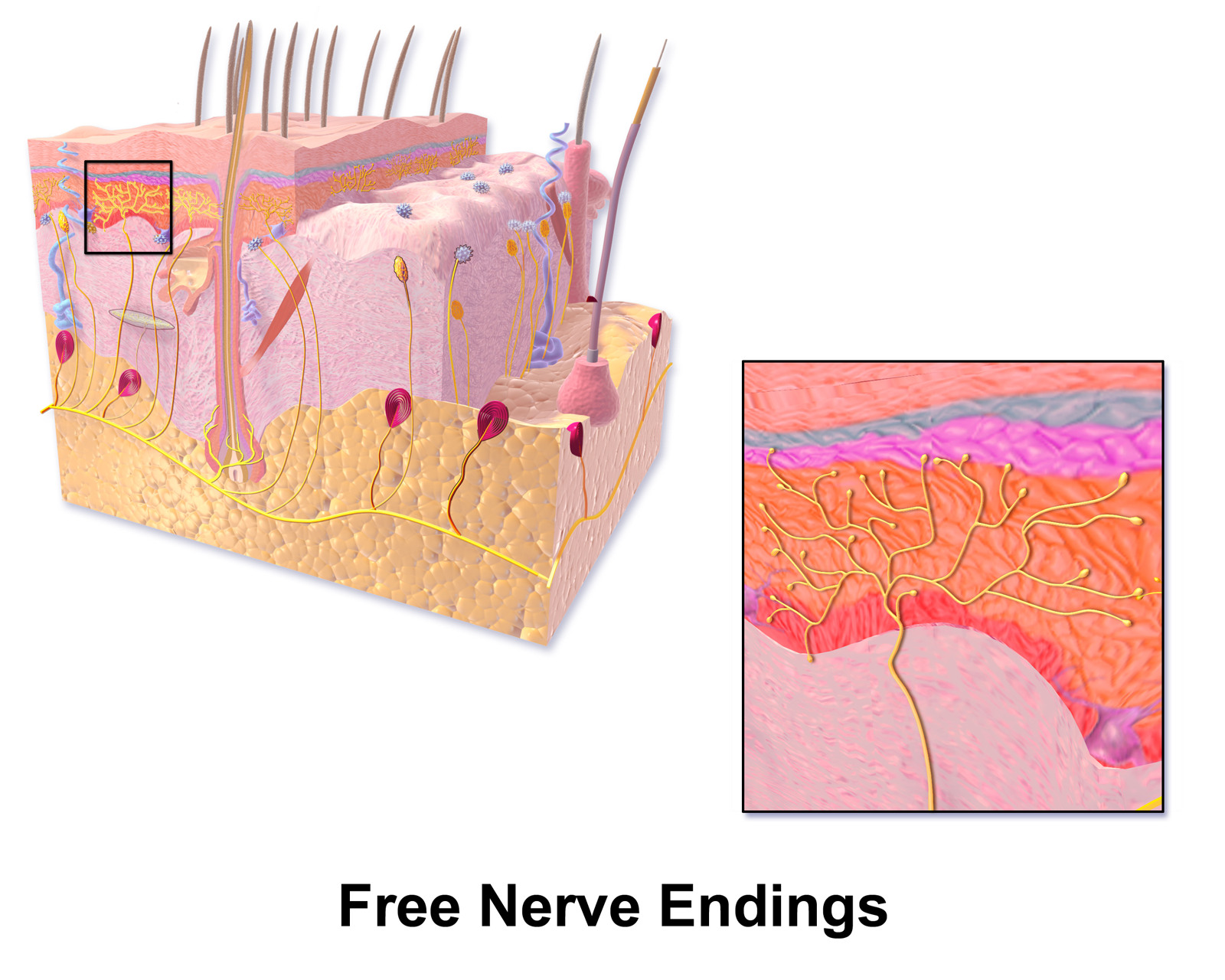
Volná nervová zakončení

Volné nervové zakončení je nespecializované aferentní zakončení připomínající tenký kořen rostliny, které přenáší informaci z periferie těla do mozku. Jde o nejčastější formu zakončení neuronu, nejvíce se vyskytující v kůži. Prorůstá epidermis a končí v stratum granulosum.